# Centro de Ensayos de Software
El Centro de Ensayos de Software (CES) es una iniciativa conjunta entre la Cámara Uruguaya de Tecnologías de la Información (CUTI) y la Facultad de Ingeniería de la Universidad de la República (UdelaR) de Uruguay, financiado entre los años 2008 y 2010 por la Unión Europea, a través del Programa Uruguay Innova.
Fue constituida el día 3 de junio de 2004 y su objeto principal consiste en desarrollar un Centro de Ensayo de Software, que tiene por objetivo brindar servicios especializados de testing a la industria de TI para mejorar su capacidad productiva en cuanto a calidad, diversidad de plataformas e innovación de sus productos. Cuenta con un Laboratorio de Testing para la evaluación de productos desde el punto de vista funcional y un Laboratorio de Ensayos de Plataformas para realizar pruebas de desempeño y resolver problemas de funcionamiento en arquitecturas de hardware y software complejas.
Desde 2019, se ha constituido como entidad sin fines de lucro.
Cuenta con un Laboratorio de Testing para la evaluación de productos desde el punto de vista funcional, un Laboratorio de Ensayos de Plataformas para realizar pruebas de desempeño y resolver problemas de funcionamiento en arquitecturas de hardware y software complejas y una Oficina Comercial en donde se llevan a cabo las actividades de comercialización, administración y gestión.
El laboratorio de Testing Funcional y de Ensayos de Plataformas se encuentra físicamente en el 5.º piso de la Facultad de Ingeniería, en el Instituto de Computación.
Dentro de las líneas en Investigación, desarrollo e innovación (I+D+i) del CES se encuentran:
- Testing: funcional, de sistema, plataformas, estrés, carga, benchmarking
- Proceso de Testing
- Automatización del testing
- Automatización de la inyección de defectos en hardware, fallos de entorno en sistemas de tiempo real para evaluar el comportamiento ante eventos imprevistos.
- Testing guiado por modelos (Model Driven Testing)
- Testing de líneas de productos (Software Product Line Testing)
- Estimación del esfuerzo y costos del Testing